# Orange County (Texas)
Orange County je okres ve státě Texas v USA. K roku 2010 zde žilo 81 837 obyvatel. Správním městem okresu je Orange. Celková rozloha okresu činí 984 km2.